# القابضة لمشروعات الطرق والكباري والنقل البري
الشركة القابضة لمشروعات الطرق والكباري والنقل البري هي شركة قابضة حكومية مصرية، خاضعة لقانون رقم 203 لسنة 1991، تمتلكها وزارة النقل، أنشأت بقرار رئيس جمهورية مصر العربية رقم 247 لسنة 2002، تعمل في مجال تشييد وبناء، الطرق، الكباري، الأنفاق، السدود، الري، ومشروعات البنية التحتية. ويعمل بالشركة أكثر من 5000 موظف.

## الشركات التابعة
تتبع الشركة القابضة ثلاثة شركات هي:
- شركة النيل العامة للإنشاء والطرق.
- شركة النيل العامة للطرق والكباري.
- شركة النيل العامة للطرق الصحراوية.

## وصلات خارجية
- الموقع الرسمي للشركة.
- الموقع الرسمي لوزارة النقل.